# Orasemorpha xeniades
Orasemorpha xeniades (лат.) — вид паразитических наездников рода Orasemorpha из семейства Eucharitidae. Паразитоиды личинок и куколок муравьёв.

## Распространение
Австралия.

## Описание
Мелкие хальцидоидные наездники (самки 2,4—2,8 мм; самцы 1,7—2,0 мм). Тело чёрное с голубовато-зелёным металлическим отблеском. Ноги и усики темно-коричневые. Брюшко блестящее. Членики жгутика усиков цилиндрические. Лицо сильно скульптировано. Основание петиоля сужено и лишено переднего дорсального киля. Петиоль самки поперечный, не более ширины и длины (отчего брюшко выглядит почти сидячим). Транскутальное сочленение (между мезоскутумом и аксиллой) полное с отчётливым поперечным швом. Паразитоиды личинок и куколок муравьев Pheidole (Myrmicinae).